# Marcetella maderensis
Marcetella maderensis är en rosväxtart som först beskrevs av Joseph Friedrich Nicolaus Bornmüller, och fick sitt nu gällande namn av Eric R.Svensson Sventenius. Marcetella maderensis ingår i släktet Marcetella och familjen rosväxter. IUCN kategoriserar arten globalt som starkt hotad. Inga underarter finns listade i Catalogue of Life.